# La tercera orilla
 La tercera orilla  és una pel·lícula filmada en color, coproducció de l'Argentina, Alemanya i Països Baixos dirigida per Celina Murga segons el seu propi guió escrit en col·laboració amb Gabriel Medina que es va estrenar el 13 de març de 2014 i que va tenir com a protagonistes a Alián Devetac, Daniel Veronese, Gaby Ferrero i Irina Wetzel. Va tenir com a productor executiu Martin Scorsese i va formar part de la secció oficial del 64è Festival Internacional de Cinema de Berlín.

## Sinopsi
És la història de Nicolás (Alián Devetac), un adolescent de 17 anys que viu en una petita ciutat a Entre Ríos, Argentina. La seva situació familiar és molt particular. El seu pare, Jorge (Daniel Veronese), un metge influent de la zona, manté dues vides paral·leles. Una és la que comparteix amb la seva família oficialment reconeguda; l'altra és la que sosté amb una segona dona, amb qui ha tingut tres fills, però als qui no reconeix socialment. Nicolás és el major d'ells. No obstant això, Jorge ha decidit que Nicolás sigui el seu successor en els negocis i en la seva professió. Dia a dia el pressiona sense donar-li lloc a una paraula. Nicolás odia al seu pare, però també el tem. A més, ha vist a la seva mare sofrir per aquest home durant tota la vida.

## Repartiment
- Alián Devetac... Nicolás
- Daniel Veronese... Jorge
- Gaby Ferrero... Nilda
- Irina Wetzel... Andrea
- Dylan Agostini van del Boch... Lautaro
- Tomás Omacini... Esteban

## Nominacions i premis
Premis Cóndor de Plata
| Any  | Categoria                    | Receptor                         | Resultat |
| ---- | ---------------------------- | -------------------------------- | -------- |
| 2015 | Millor Pel·lícula            | Millor Pel·lícula                | Nominada |
| 2015 | Millor Director              | Celina Murga                     | Nominada |
| 2015 | Millor Actriu de repartiment | Gaby Ferrero                     | Nominada |
| 2015 | Millor Actor de repartiment  | Daniel Veronese                  | Nominada |
| 2015 | Millor revelació masculina   | Alián Devetac                    | Nominat  |
| 2015 | Millor Guió Original         | Celina Murga i Gabriel Medina    | Nominats |
| 2015 | Millor muntatge              | Eliane Katz                      | Nominada |
| 2015 | Millor so                    | Federico Billordo i Andreas Ruft | Nominats |

Festival Internacional del Nou Cinema Llatinoamericà de l'Havana
| Any  | Categoria   | Receptor     | Resultat   |
| ---- | ----------- | ------------ | ---------- |
| 2014 | Millor guió | Celina Murga | Guanyadora |